# Хвиля імперії
Хвиля імперії (англ. Tide of Empire) — американський вестерн режисера Аллана Дуона 1929 року.

## Сюжет
Відгриміла «Мексиканська війна» між Мексикою і Америкою за володіння штатами Техас та Каліфорнія. І тиха Каліфорнія, що займається в основному сільським господарством у величезних ранчо, знайшла свого останнього господаря — США. Землями цими управляли спочатку іспанці, потім місіонери-францисканці, по тому — мексиканці. Була навіть республіка каліфорнійських американців. Але хто б не володів цим райським куточком — уклад не змінювався.
Все змінилося 24 січня 1848 — тесля з Нью-Джерсі Джеймс Маршал разом з партнером Джоном Саттером працював на своїй лісопилці і помітив у річковій воді пластівці жовтого металу, який на перевірку виявився золотом. Відкриття Маршалла ознаменувало початок найбільшої за всю історію США Золотої лихоманки.
Ось на тлі цих подій і зустрілися маленька горда і неприступна іспанка Джозефіта, дочка багатого власника ранчо, та простий американський хлопець, мисливець за успіхом у вигляді золотого піску Дермод Д'арсі. Рушився звичний уклад, ненависть місцевого населення, втрачене ранчо і банди грабіжників. Багато золота. Але що може коштувати золото порівняно з любов'ю з першого погляду.

## У ролях
- Рене Адоре — Джозефіта Герреро
- Том Кін — Дермод Д'арсі
- Джордж Фосетт — Дон Хосе Герреро
- Вільям Кольє молодший — Ромальдо Герреро
- Фред Кохлер — Каннон
- Джеймс Бредбері старший — Б. Джейбз Гармон
- Гаррі Гріббон — O'Ши
- Пол Херст — Поппі

## Ланки
- Хвиля імперії на сайті IMDb (англ.)
- Хвиля імперії на сайті AllMovie (англ.)